# NGC 2673
NGC 2673 ist eine elliptische Galaxie vom Hubble-Typ E0 im Sternbild Krebs auf der Ekliptik. Sie ist schätzungsweise 164 Millionen Lichtjahre von der Milchstraße entfernt und bildet mit NGC 2672 das Galaxienpaar Arp 167. Halton Arp gliederte seinen Katalog ungewöhnlicher Galaxien nach rein morphologischen Kriterien in Gruppen. Diese Galaxie gehört zu der Klasse Galaxien mit diffusen Gegenarmen.
Das Objekt wurde am 19. Dezember 1849 von George Johnstone Stoney entdeckt.